# Emir Turam
Emir Turam (Istanbul, 21 giugno 1961) è un ex cestista turco.

## Carriera
Con la Turchia ha disputato i Campionati europei del 1981.

## Palmarès
- Campionato turco: 2

Eczacıbaşı: 1979-80
Galatasaray: 1989-90